# Phelloriniaceae
Phelloriniaceae es una familia de hongos perteneciente al orden Agaricales. La familia contiene dos géneros monotípicos, Dictyocephalos, y Phellorinia y fue descrita por el micólogo alemán Oskar Eberhard Ulbrich en 1951.